# Grigorij Grum-Grzymajło

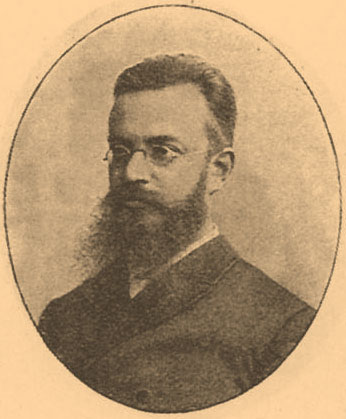
Grigorij Jefimowicz Grum-Grzymajło

Grigorij Jefimowicz Grum-Grzymajło (Grumm-Grżymajło) (ros. Григорий Ефимович Грум-Гржимайло, ur. 17 lutego [5 lutego ss] 1860 w Sankt Petersburgu, zm. 3 marca 1936 w Leningradzie) – rosyjski geograf, podróżnik, zoolog. Zdobył sławę wyprawami do środkowej Azji (Pamiru, Buchary, Tienszanu, Gansu, Kuku-nor), zachodniej Mongolii, Tuwy i Dalekiego Wschodu.